# Grand Prix Brazylii 1994
Grand Prix Brazylii 1994 (oryg. Grande Prêmio do Brasil) – pierwsza runda Mistrzostw Świata Formuły 1 w sezonie 1994, która odbyła się 27 marca 1994, po raz 12. na torze Interlagos.
23. Grand Prix Brazylii, 22. zaliczane do Mistrzostw Świata Formuły 1.

## Wyniki

### Kwalifikacje
| P                       | Nr | Kierowca              | Konstruktor(-silnik) | Opony | Czas     | Odstęp   | Strata   |
| ----------------------- | -- | --------------------- | -------------------- | ----- | -------- | -------- | -------- |
| 1                       | 2  | Ayrton Senna          | Williams-Renault     | G     | 1:15.962 | -        | -        |
| 2                       | 5  | Michael Schumacher    | Benetton-Ford        | G     | 1:16.290 | 0:00.328 | 0:00.328 |
| 3                       | 27 | Jean Alesi            | Ferrari              | G     | 1:17.385 | 0:01.095 | 0:01.423 |
| 4                       | 0  | Damon Hill            | Williams-Renault     | G     | 1:17.554 | 0:00.169 | 0:01.592 |
| 5                       | 30 | Heinz-Harald Frentzen | Sauber-Mercedes      | G     | 1:17.806 | 0:00.252 | 0:01.844 |
| 6                       | 10 | Gianni Morbidelli     | Footwork-Ford        | G     | 1:17.866 | 0:00.060 | 0:01.904 |
| 7                       | 29 | Karl Wendlinger       | Sauber-Mercedes      | G     | 1:17.927 | 0:00.061 | 0:01.965 |
| 8                       | 7  | Mika Häkkinen         | McLaren-Peugeot      | G     | 1:18.122 | 0:00.195 | 0:02.160 |
| 9                       | 6  | Jos Verstappen        | Benetton-Ford        | G     | 1:18.183 | 0:00.061 | 0:02.221 |
| 10                      | 3  | Ukyō Katayama         | Tyrrell-Yamaha       | G     | 1:18.194 | 0:00.011 | 0:02.232 |
| 11                      | 9  | Christian Fittipaldi  | Footwork-Ford        | G     | 1:18.204 | 0:00.010 | 0:02.242 |
| 12                      | 4  | Mark Blundell         | Tyrrell-Yamaha       | G     | 1:18.246 | 0:00.042 | 0:02.284 |
| 13                      | 20 | Érik Comas            | Larrousse-Ford       | G     | 1:18.321 | 0:00.075 | 0:02.359 |
| 14                      | 14 | Rubens Barrichello    | Jordan-Hart          | G     | 1:18.414 | 0:00.093 | 0:02.452 |
| 15                      | 23 | Pierluigi Martini     | Minardi-Ford         | G     | 1:18.659 | 0:00.245 | 0:02.697 |
| 16                      | 15 | Eddie Irvine          | Jordan-Hart          | G     | 1:18.751 | 0:00.092 | 0:02.789 |
| 17                      | 28 | Gerhard Berger        | Ferrari              | G     | 1:18.855 | 0:00.104 | 0:02.893 |
| 18                      | 8  | Martin Brundle        | McLaren-Peugeot      | G     | 1:18.864 | 0:00.009 | 0:02.902 |
| 19                      | 26 | Olivier Panis         | Ligier-Renault       | G     | 1:19.304 | 0:00.440 | 0:03.342 |
| 20                      | 25 | Éric Bernard          | Ligier-Renault       | G     | 1:19.398 | 0:00.094 | 0:03.436 |
| 21                      | 12 | Johnny Herbert        | Lotus-Mugen-Honda    | G     | 1:19.483 | 0:00.085 | 0:03.521 |
| 22                      | 24 | Michele Alboreto      | Minardi-Ford         | G     | 1:19.517 | 0:00.034 | 0:03.555 |
| 23                      | 19 | Olivier Beretta       | Larrousse-Ford       | G     | 1:19.524 | 0:00.007 | 0:03.562 |
| 24                      | 11 | Pedro Lamy            | Lotus-Mugen-Honda    | G     | 1:19.975 | 0:00.451 | 0:04.013 |
| 25                      | 34 | Bertrand Gachot       | Pacific-Ilmor        | G     | 1:20.729 | 0:00.754 | 0:04.767 |
| 26                      | 31 | David Brabham         | Simtek-Ford          | G     | 1:21.186 | 0:00.457 | 0:05.224 |
| Nie zakwalifikowali się |    |                       |                      |       |          |          |          |
|                         | 33 | Paul Belmondo         | Pacific-Ilmor        | G     | -        | -        | -        |
|                         | 32 | Roland Ratzenberger   | Simtek-Ford          | G     | 1:22.707 | 0:01.521 | 0:06.745 |
| P                       | Nr | Kierowca              | Konstruktor(-silnik) | Opony | Czas     | Odstęp   | Strata   |

### Wyścig
| P                 | + / –     | Nr | Kierowca              | Konstruktor       | Opony | Okr. | Czas / Strata | Komentarz          |
| ----------------- | --------- | -- | --------------------- | ----------------- | ----- | ---- | ------------- | ------------------ |
| 1                 | 1         | 5  | Michael Schumacher    | Benetton-Ford     | G     | 71   | 1h35:38.759   |                    |
| 2                 | 2         | 0  | Damon Hill            | Williams-Renault  | G     | 70   | +1 okr.       |                    |
| 3                 | Bez zmian | 27 | Jean Alesi            | Ferrari           | G     | 70   | +1 okr.       |                    |
| 4                 | 10        | 14 | Rubens Barrichello    | Jordan-Hart       | G     | 70   | +1 okr.       |                    |
| 5                 | 5         | 3  | Ukyō Katayama         | Tyrrell-Yamaha    | G     | 69   | +2 okr.       |                    |
| 6                 | 1         | 29 | Karl Wendlinger       | Sauber-Mercedes   | G     | 69   | +2 okr.       |                    |
| 7                 | 14        | 12 | Johnny Herbert        | Lotus-Mugen-Honda | G     | 69   | +2 okr.       |                    |
| 8                 | 7         | 23 | Pierluigi Martini     | Minardi-Ford      | G     | 69   | +2 okr.       |                    |
| 9                 | 4         | 20 | Érik Comas            | Larrousse-Ford    | G     | 68   | +3 okr.       |                    |
| 10                | 14        | 11 | Pedro Lamy            | Lotus-Mugen-Honda | G     | 68   | +3 okr.       |                    |
| 11                | 8         | 26 | Olivier Panis         | Ligier-Renault    | G     | 68   | +3 okr.       |                    |
| 12                | 14        | 31 | David Brabham         | Simtek-Ford       | G     | 67   | +4 okr.       |                    |
| Niesklasyfikowani |           |    |                       |                   |       |      |               |                    |
|                   |           | 2  | Ayrton Senna          | Williams-Renault  | G     | 55   |               | poślizg            |
|                   |           | 8  | Martin Brundle        | McLaren-Peugeot   | G     | 34   |               | wypadek            |
|                   |           | 15 | Eddie Irvine          | Jordan-Hart       | G     | 34   |               | wypadek            |
|                   |           | 6  | Jos Verstappen        | Benetton-Ford     | G     | 34   |               | wypadek            |
|                   |           | 25 | Éric Bernard          | Ligier-Renault    | G     | 33   |               | wypadek            |
|                   |           | 4  | Mark Blundell         | Tyrrell-Yamaha    | G     | 21   |               | poślizg            |
|                   |           | 9  | Christian Fittipaldi  | Footwork-Ford     | G     | 21   |               | skrzynia biegów    |
|                   |           | 30 | Heinz-Harald Frentzen | Sauber-Mercedes   | G     | 15   |               | poślizg            |
|                   |           | 7  | Mika Häkkinen         | McLaren-Peugeot   | G     | 13   |               | silnik             |
|                   |           | 24 | Michele Alboreto      | Minardi-Ford      | G     | 7    |               | silnik             |
|                   |           | 10 | Gianni Morbidelli     | Footwork-Ford     | G     | 5    |               | skrzynia biegów    |
|                   |           | 28 | Gerhard Berger        | Ferrari           | G     | 5    |               | silnik             |
|                   |           | 19 | Olivier Beretta       | Larrousse-Ford    | G     | 2    |               | kolizja z Gachotem |
|                   |           | 34 | Bertrand Gachot       | Pacific-Ilmor     | G     | 1    |               | kolizja z Berettą  |
| P                 | + / –     | Nr | Kierowca              | Konstruktor       | Opony | Okr. | Czas / Strata | Komentarz          |

### Najszybsze okrążenie
| Nr | Kierowca           | Konstruktor   | Opony | Czas     | Okr. |
| -- | ------------------ | ------------- | ----- | -------- | ---- |
| 5  | Michael Schumacher | Benetton-Ford | G     | 1:18.455 | 7    |